# 宮の森ジャンプ競技場
宮の森ジャンプ競技場（みやのもりジャンプきょうぎじょう）は、札幌市中央区宮の森にあるスキージャンプの競技場（ノーマルヒル）。大倉山ジャンプ競技場とともにナショナルトレーニングセンター競技別強化拠点施設になっている。

## 沿革
1972年札幌オリンピック開催に向けて、当初は大倉山シャンツェに併設している雪印シャンツェを改修して使用する計画であったが、オリンピックで使用するには敷地が狭いことなどから、70m級のジャンプ台を十二軒沢（現在の宮の森）に新設することになった。
- 1970年（昭和45年）：「宮の森ジャンプ競技場」開場（アプローチ103m、ランディングバーン146.91 m、ブレーキングトラック94.4 m、K点86mの「70m級ジャンプ台」、観客約3万人収容）。
- 1972年（昭和47年）：『札幌オリンピック』スキージャンプ競技・ノルディック複合競技開催。通称「日の丸飛行隊」（笠谷幸生、金野昭次、青地清二）が70 m級個人で金銀銅メダルを独占。
- 1983年（昭和58年）：K点を90mに改修、リフト新設[6]、人工芝を導入してサマージャンプの開催が可能となる。
- 1989年（平成元年）：1991年冬季ユニバーシアードに向けて日本宝くじ協会の助成金750万円を受け電光掲示板を再整備[7]。
- 1996年（平成8年）：札幌振興公社による管理開始[8]。
- 2005年（平成17年）：ランディングバーン、アウトラン改修[9]。
- 2006年（平成18年）：札幌振興公社が指定管理者になる。
- 2013年（平成25年）：夏冬兼用のオールシーズントラックレール設置[10]。
- 2020年（令和2年）：ウインドファクター・ゲートファクターシステムが新設され[11]、公式戦としては札幌市長杯宮の森サマージャンプ大会から稼働した。

大倉山共々ジャンプ台の老朽化が進んでおり、2024年11月に札幌市は大倉山にノーマルヒルを増設してデュアル化する一方で、宮の森については廃止する方向で検討していることを明らかにした。跡地の利用方法などは未定。

## 施設
- ジャンプ台
  - アプローチ : 91.8 m[6]
  - 助走路 : 80.12 m[9]
  - 助走路最大斜度 : 36°[9]
  - テイクオフ斜度 : 10.5°[9]
  - 着地斜面（ランディングバーン） : 142.9 m[6]
  - 着地斜面最大斜度 : 36.5°[9]
  - P点=標準点 : 81.95 m [9]
  - K点=極限点 : 90 m[6]
  - ブレーキングトラック : 100 m[6]
  - 標高差 : 104.4 m[6]
  - 全長 : 334.7 m[6]
- 運営本部塔[6]
- 審判台[6]

## バッケンレコード
| 年月日                                                          | 氏名                     | 記録    | 大会名                                 |
| K点86m                                                          | K点86m                   | K点86m  | K点86m                                 |
| --------------------------------------------------------------- | ------------------------ | ------- | -------------------------------------- |
| 1970年1月24日                                                   | 浅利正勝                 | 85.0 m  | 第25回北海道スキー選手権大会           |
| 1970年1月28日                                                   | 金野昭次                 | 85.0 m  | 第11回雪印杯                           |
| 1970年3月20日                                                   | 青地清二                 | 85.5 m  | 札幌オリンピック特別強化選手選考記録会 |
| 1973年1月14日                                                   | 金野昭次                 | 88.0 m  | 第14回雪印杯                           |
| 1977年3月23日                                                   | 久保田三知男             | 91.0 m  | 宮の森ナイタージャンプ公式記録会       |
| 1981年2月27日                                                   | T・クリスチャンセン      | 91.5 m  | 第52回宮様スキー大会                   |
| 1983年改修 K点90m                                               |                          |         |                                        |
| 1984年1月8日                                                    | 秋元正博                 | 93.5 m  | 第25回雪印杯                           |
| 1984年1月14日                                                   | V・アホネン              | 94.5 m  | 第12回札幌オリンピック記念             |
| 1984年3月2日                                                    | エルンスト・フェットーリ | 99.0 m  | 第55回宮様スキー大会                   |
| 1990年 助走路をフロストレール化（人工霜製造装置付アルミレール） |                          |         |                                        |
| 1995年2月24日                                                   | 西方仁也                 | 100.0 m | 第66回宮様スキー大会                   |
| 1996年 助走路にセラミックトラック導入                           |                          |         |                                        |
| 2004年3月19日                                                   | 葛西紀明                 | 101.0 m | 第28回伊藤杯宮の森ナイター             |
| 2006年1月7日                                                    | アンデシュ・バーダル     | 102.5 m | 第34回札幌オリンピック記念             |
| 2012年1月7日                                                    | 栃本翔平                 | 104.0 m | 第53回雪印杯                           |

## 大会実績
- 『STVカップ国際スキージャンプ競技大会』
- 『雪印メグミルク杯全日本ジャンプ大会』
- 『全日本スキー選手権大会ノルディックスキー・スペシャルジャンプ』
- 『HBCカップジャンプ競技会』
- 『宮様スキー大会国際競技会ノルディックスキー・スペシャルジャンプ』
- 『NHK杯ジャンプ大会』
- 『札幌オリンピック』スキージャンプ競技・ノルディック複合競技
- 『伊藤杯 宮の森ナイタージャンプ大会』（大会終了）
- 『札幌オリンピック記念国際スキージャンプ競技大会』
- 『札幌市長杯宮の森サマージャンプ大会』
- 『UHB杯サマージャンプ大会』（大会終了）
- 『1991年冬季ユニバーシアード』
- 『全国高等学校スキー大会ノルディックスキー・スペシャルジャンプ』
- 『2007年ノルディックスキー世界選手権札幌大会』
- 『国民体育大会冬季大会スキー競技会ノルディックスキー・スペシャルジャンプ』
- 『スキージャンプ・ワールドカップ』

## アクセス
大倉山ジャンプ競技場まで車で約5分、徒歩で約30分の距離にある。一般利用可能の駐車場はない。
- ジェイ・アール北海道バス 円14・循環円14「宮の森シャンツェ前」バス停下車 徒歩約10分

## 参考資料
- “札幌市ジャンプ競技場条例”. 札幌市例規集.  札幌市. 2016年11月15日閲覧。
- “札幌市ジャンプ競技場条例施行規則”. 札幌市例規集.   札幌市. 2016年11月15日閲覧。
- “所管スポーツ施設等一覧” (PDF). 札幌市スポーツ局事業概要 平成28年度.   札幌市. 2016年11月16日閲覧。
- “ジャンプ競技の概要” (PDF).   札幌スキー連盟. 2016年11月16日閲覧。